# رالف (آیووا)
رالف (به انگلیسی: Rolfe) شهری در ایالت آیووا کشور ایالات متحده آمریکا است که جمعیت آن در سرشماری سال ۲۰۱۰ میلادی، ۵۸۴ نفر بوده‌است.